# 武侠小説

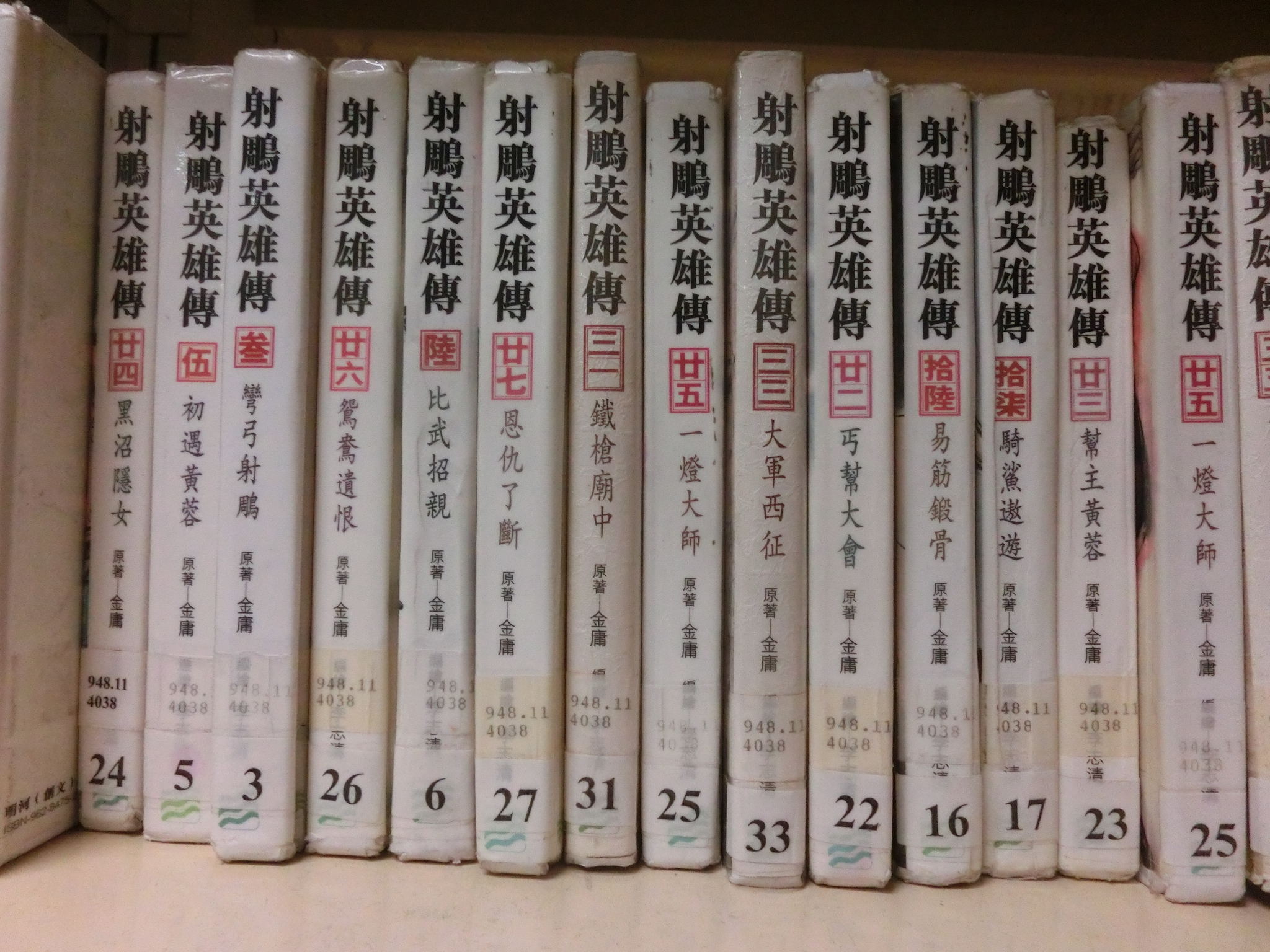
中国語の武侠小説の漫画化（コミカライズ）版の背表紙。

武俠小説（ぶきょうしょうせつ）とは、中国文学での大衆小説の一ジャンルで、武術に長け、義理を重んじる人々を主人公とした小説の総称である。

## 概要
武俠小説における「俠」とは、己の信条に則って正義のために行動しようという精神のあり方であり、そこに手段としての武術、すなわち「武」が加わったものが「武俠」である。よって、これら2つの要素を兼ね備えた小説が武俠小説ということになるが、実際には武俠小説と呼ばれている作品の全てがこの条件を満たしているわけではなく、武俠小説の定義は極めて曖昧である。基本的には冒険小説であり、スピーディな展開と武術によるアクション描写が数多い娯楽小説である。
武俠小説は、近世以前の時代を舞台に、武術による闘いを描いた作品が多く、日本の時代小説や任俠小説と多くの共通点を持っている。小説に留まらず、映画やドラマ、漫画、ゲームなど多様な媒体に進出しており、中華圏の大衆娯楽文化の一翼を担っているほか、早期に翻訳が行われた東南アジアや韓国でも根強い人気を持つ。
内容は多様で、一概に述べるのは難しいが、勧善懲悪や義理を主題とした作品が多く、武術による闘いの他に、冒険、恋愛、復讐、謎解き、伝奇、史実、喜劇など、様々な要素が1つの作品に盛り込まれている。作品によっては、登場人物は超人的な武術を駆使して闘いを繰り広げることもある。
登場人物にはロビン・フッドのような正義漢や乱暴者、邪悪な戦士などが数多く登場するため、世界観には「暴力が支配する混沌とした世」がうってつけとなる。
日本の剣豪小説のようなアクション小説が戦国の世を舞台にし、「英雄コナン」のようなソード・アンド・ソーサリー小説が架空の古代世界を舞台にするように、武俠小説においても乱世や独裁国家の時代、架空の世界が舞台になることが多い。
宋代から明代、清代にかけての時代を舞台とした作品が多いとされているが、実際は曖昧なことが多く、具体的な時代を設定しない仮想の歴史空間を舞台とした作品も少なくない。
武俠小説は、かつては低俗な大衆小説として、知識人からは馬鹿にされる傾向があった。だが、深い教養に基づき、明確な歴史観に裏打ちされた金庸、梁羽生、古龍らの作品の登場によって、現在では文学としても高い評価を受けるに至っている。

## 歴史

### 起源と俠義小説
武俠小説の起源については諸説あり、『荘子』の「説剣篇」や『史記』の「刺客列伝」「游俠列伝」にまで遡るという説、『聶隠娘』や『崑崙奴』などの唐代の伝奇小説や宋代の話本に原型を見る説、あるいは元代から明代にかけて成立した『水滸伝』や『三国志演義』と通じるものがあるとの説など様々である。だが、現在の武俠小説に直接繋がっているのは、清代末期の「俠義小説」と呼ばれる、儒教的道徳観に基づいて書かれた勧善懲悪の物語とされる。『児女英雄伝』や『三俠五義』がその代表的作品である。

### 旧武俠小説
清代から民国期に移行した1920年代頃より、これら俠義小説の類を基に、道徳的色彩を薄め、武術による闘いや恋愛などの描写を増して娯楽色を強めた小説が書かれるようになり、武俠小説と称されるようになった。また、それまでの俠義小説の多くは伝統的な講談調で書かれていたが、西欧文化の流入に伴い、武俠小説では近代的な小説話法が取り入れられるようになった。ジャンルとしても三侠五義のような公案小説（法廷もの）の要素を取り込んだ作品も登場した。
この頃には、『羅刹夫人』の朱貞木、『江湖奇俠伝』の向愷然（平江不肖生）、『鷹爪王』の鄭証因、鶴鉄五部曲（『鶴驚崑崙』、『宝剣金釵』、『剣気珠光』、『臥虎蔵龍』、『鉄騎銀瓶』）の王度廬、『蜀山剣俠伝』の還珠楼主、『荒江女俠』の顧明道など、多数の作家が登場した。
このように1920年代から1940年代にかけて書かれた武俠小説は、1950年代以降に、香港や台湾で書かれるようになった作品とは区分され、「旧武俠小説」と呼ばれる。

### 新武俠小説
第二次世界大戦、国民党と共産党の内戦といった混乱期を迎え、武俠小説は一旦衰退する。この頃、中華人民共和国の成立に伴って、多くの知識人が香港や台湾に渡り、このことが新武俠小説登場の下地となった。1954年、マカオで白鶴拳の陳克夫と呉派太極拳の呉公儀の2人の武術家が対戦するという事件が起こり、香港で大変な話題となった。それに便乗する形で香港の新聞『大公報』の娯楽紙面である『新晩報』に梁羽生による『龍虎闘京華』の連載が始まり、これが「新武俠小説」の幕開けとなる。3年後には梁羽生の同僚であった金庸も『書剣恩仇録』の連載を開始、武術や恋愛に重点が置かれ、より視覚的かつ刺激的な内容の新武俠小説は、爆発的な人気を巻き起こした。新たな武俠小説の流行は台湾にも飛び火し、多数の作家を生み出す。その中でも突出した人気を誇ったのが古龍であり、金庸、梁羽生、古龍の3人は「武俠小説の三大家」と呼ばれるようになった。現在に至ってもこの3人を超える作家は登場していないとされる。香港と台湾を中心に発展した新武俠小説は、現在、一時武俠小説が排除されていた大陸でも広く読まれるようになり、また映画、ドラマなどの各種媒体への進出によって、中華圏の大衆娯楽文化でも大きな位置を占めるようになっている。またかつては低俗だとされていた武俠小説も、金庸らの登場により、文学としても堂々たる位置を占めるに至っている。

## 代表的な作家

### 金庸
金庸は武俠小説最大の作家で、中華圏ではその名を知らぬ者がいないと言われるほど、国民的な人気を誇り、日本での最初の紹介では「中国の吉川英治」と呼称された。豊かな教養に基づいて書かれた魅力溢れる物語は、一般大衆のみならず知識人にまで支持され、それまで低俗とされていた武俠小説を文学の域にまで引き上げた。そればかりか、多くの作品が映画やドラマ、漫画、ゲームなどの各種媒体に進出し、大衆に愛され、広範な娯楽文化の一翼を担っている。
金庸の作品の多くは、歴史の転換期が舞台として設定され、混乱した社会の中で主人公たちが活躍するが、作中には実際の歴史上の人物も多数登場して虚実入り混じった世界を形作り、武俠小説の枠を超えた壮大な歴史叙事文学と呼ぶに相応しいものとなっている。
1972年に断筆するまでに15の作品を発表し、近年では金庸の武俠小説だけを研究対象とする「金学」まで登場している。金庸はまた香港の『明報』とシンガポールの『新明日報』の創刊者でもある。代表作には『射鵰英雄伝』『神鵰俠侶』『天龍八部』『秘曲 笑傲江湖』『鹿鼎記』などがある。

### 梁羽生
梁羽生は香港の新聞社『大公報』で金庸と同僚であり、新聞記者から武俠小説作家に転じた。1954年に『大公報』の娯楽紙面『新晩報』に最初の武俠小説『龍虎闘京華』を発表し、これが新武俠小説の始まりとされている。
金庸と同じく、歴史上の人物や出来事を創作世界に織り込んだ大河小説を得意とする。古典や歴史の豊かな教養に基づいた格調高い文体に、愛国主義的色彩を含んだ民族性が付与されている点で特徴的であり、また俠義と情愛の狭間で揺れ動く男女の恋愛物語を細やかに描き出している。金庸の「金学」ほど盛んではないものの、梁羽生の作品を研究対象とした「梁学」も存在している。代表作には『萍踪俠影録』『白髪魔女伝』『雲海玉弓縁』『七剣下天山』などがある。

### 古龍
古龍は、台湾の武俠小説作家。私生活でも武俠小説の世界を地で行くような無頼な生き様を示していたが、1985年に48歳の若さで他界した。
香港に生まれて台湾に渡り、生活のために小説を書き始めた古龍の作品は、金庸、梁羽生らの作品とは大きく異なり、時代設定はほとんど無視され、登場人物もほぼ全員が架空の人物である。だが、主人公が架空ゆえに、癖のある独特かつ魅力的な人物が多数登場し、縦横無尽に活躍する様が、「香港の金庸、台湾の古龍」と呼ばれるほどの人気を呼び起こした。代表作には『絶代双驕』『多情剣客無情剣』『陸小鳳伝奇』『辺城浪子』『天涯明月刀』などがある。

### 黄易
黄易は、香港の武俠小説作家。本名は黄祖強という。香港中文大学文学部芸術学科を卒業後、香港芸術館の副館長を務めていたが、1989年に辞職し、小説の創作に専念するようになった。初期の作品はSFをテーマにしたもので、「凌渡宇」という主人公が活躍するシリーズが中心だった。ただ、『大剣師伝記』を発表してから後、SFと武侠をミックスした独自の路線を歩き始めることになる。黄易の小説の中には度々、上は天文学から下は地理学まで、様々な知識がちりばめられています。これは彼の広範な趣味とも関係があります。黄易実のところ彼は考えることがとても好きで、これまでに古琴やヨガ、占い、風水、建築芸術などを学んできましたが、なかでも特に読書が好きで、どんなジャンルの本でも読むとのことです。
1986年11月香港の雑誌である『武侠世界』が武侠小説募集、『破砕虚空』の連載を開始していて、それが雑誌に採用され、それから正式に作家としての生活がスタートした。短編である『破砕虚空』や『荊楚争雄記』、初期の頃の『破砕虚空』から、後期の『大唐双龍伝』、『辺荒伝説』まで、「金庸の後に武俠小説」という不況を打破する。代表作には長編作品で『尋秦記』『大唐双龍伝』『覆雨翻雲』などがある。

### 四大家以外の主な作家と作品
旧武俠小説
- 朱貞木（1905年 - ？）——『羅刹夫人』『七殺碑』など
- 向愷然（平江不肖生、1890年 - 1957年）——『江湖奇俠伝』『近代俠義英雄伝』など
- 鄭証因（1900年 - 1960年）——『鷹爪王』など
- 趙煥亭（1878年 - ？）——『殷派三雄伝』『尹氏三雄伝』など
- 宮白羽（1899年 - 1966年）——『十二金銭鏢』など
- 文公直（1898年 - ？）——『女杰秦良玉演義』『碧血丹心大俠伝』など
- 王度廬（1907年 - 1977年）——『鶴驚崑崙』『宝剣金釵』『剣気珠光』『臥虎蔵龍』『鉄騎銀瓶』（以上、鶴鉄五部曲）など
- 姚民哀（1894年 - 1938年）——『四海群龍記』『江湖豪俠伝』など
- 李寿民（還珠楼主、1902年 - 1962年）——『蜀山剣俠伝』『青城十九俠』など
- 顧明道（1897年 - 1944年）——『荒江女俠』など

新武俠小説
- 倪匡（香港）——『六指琴魔』など
- 温瑞安（香港）——『四大名捕』『神州奇俠』など
- 臥龍生（金童、台湾）——『仙鶴神針』『玉釵盟』など
- 司馬翎（台湾）——『剣海鷹揚』『聖剣飛霜』など
- 黄鷹（香港）——『大俠沈勝衣』『天蠶變』など
- 曹若冰（台湾）——『鉄血丹心』など
- 柳残陽（台湾）——『梟覇』など
- 喬靖夫（香港）——『武道狂之詩』など

## 大衆娯楽文化としての武俠小説
武俠小説はその娯楽性から、映画やドラマなどへの映像化が盛んで、武俠小説の影響を受けた漫画やゲームも多数登場している。そのため、香港や台湾、中国などの漢字文化圏の大衆娯楽文化において、武俠小説ならびにそれに関連した作品の占める位置は非常に大きなものとなっている。

## 他国への影響

### シンガポール
中華圏であること、また金庸がシンガポールで創刊した『新明日報』に武俠小説を連載していたこともあり、早期から大変な人気がある。これまで多数の武俠ドラマが制作されている。
テレビドラマ
- 『神鵰俠侶』（メディアコープ 1998年） - 李銘順（楊過）、范文芳（小龍女）
- 『笑傲江湖』（メディアコープ 2000年） - 全40話。馬景涛（令狐冲）、范文芳（任盈盈）

### 東南アジア諸国
タイ、インドネシア、マレーシアなどでも早期に翻訳が行われていたため根強い人気がある。

### 日本
日本における武俠小説は時代小説の「剣豪物・伝奇物」の中国版扱いで、「武俠」という用語自体も、一般的には知られていなかった。また、小説よりも漫画・アニメ作品での紹介が多かった。日本人作家による最初の本格的な作品は、中国文学者でもある武田泰淳の『十三妹』（中公文庫で再刊）である。文庫解説を担当した作家田中芳樹は、『風よ、万里を翔けよ』（同上）をはじめ、武俠小説作品を何作か著している。
中華圏の作家による武俠小説の日本語訳は、近年になり多く出版された。1996年には、徳間書店から金庸全集の第一弾として『書剣恩仇録』の日本語版が初めて出版された。90年代武俠映画ブーム時の映画作品や、それに影響を受けた94年の日本アニメ「機動武闘伝Gガンダム」と98年の日本アニメ「星方武侠アウトロースター」によって、武俠物というジャンルの認知度が高まっていたこともあってか、徳間書店の96年の金庸全集発刊以降、いくつかの会社から古龍や梁羽生の作品も一部出版された。またそれに続く形で、衛星チャンネルやDVDなどで武俠ドラマが放映され、しだいにファンが増えつつある。

### 韓国
早期より翻訳出版が行われており、根強い人気があり、武俠をテーマにした作品が多数登場している。
映画
- 『アウトライブ -飛天舞-』 - シン・ヒョンジュン、キム・ヒソン出演
- 『MUSA -武士-』 - チョン・ウソン、チュ・ジンモ、チャン・ツィイー出演

テレビドラマ
- 『チェオクの剣』 - ハ・ジウォン、イ・ソジン出演

ゲーム
- 『墨香オンライン』

コミック
- 『熱血江湖』 - ジョン・グッジン原作 / 梁載賢（ヤン・ジェヒョン）画

解説書
- 『韓国武俠小説史』 - イ・ジンウォン、図書出版蔡倫